# 104 км (зупинний пункт, Придніпровська залізниця)
104 км — пасажирський залізничний зупинний пункт Дніпровської дирекції Придніпровської залізниці на лінії Верхівцеве — П'ятихатки. Розташований за 4 км на схід від станції Вільногірськ Кам'янського району Дніпропетровської області.

## Пасажирське сполучення
На Платформі 104 км зупиняються приміські електропоїзди сполучення Дніпро — П'ятихатки.